# 江口胜也
江口胜也（日语：／ Eguchi Katsuya，1965年4月7日—），出生於日本东京都，是任天堂企劃製作本部的副本部長、游戏设计师和监督。
江口成长於千叶县。1986年加入任天堂，并任《超级马里奥兄弟3》的设计师一职。他在1993年發行的《星际火狐》遊戲首次担任總監，亦主導創作了動物森友會系列。此外，他还参与开发了《超级马里奥世界》、《星际火狐2》、《水上摩托64》、《耀西故事》、《Wii Sports》和《Wii第一次接触》等游戏。